# Darlingerode
Darlingerode ist seit dem 1. Juli 2009 ein Ortsteil der Stadt Ilsenburg (Harz) im Landkreis Harz in Sachsen-Anhalt, Deutschland. Er ist ein staatlich anerkannter Erholungsort.

## Geographie
Darlingerode liegt am Nordrand des Harzes zwischen Wernigerode und Drübeck in einer Höhe von 260 bis 300 m, nach Norden hin erstreckt sich die sanft wellige Landschaft des nördlichen Harzvorlandes, im Süden steigt hinter den letzten Häusern steil der Hochharz empor, westlich und östlich begleiten den Ort Hügelketten aus durch die Harzhebung steilgestellten Muschelkalk- und Buntsandstein-Schichten. Am östlichen Dorfrand liegt die Wasserscheide zwischen Elbe und Weser, der die Ortschaft durchfließende Rammelsbach geht als Zufluss der Ilse der Weser zu.
Der Ort besteht aus zwei mittlerweile verschmolzenen ehemaligen Ortsteilen – Altenrode im Norden, Darlingerode im Süden.

## Geschichte
Von den beiden Ortsteilen Ilsenburgs ist Darlingerode der ältere. Wie einer undatierten Schenkungsnotiz aus dem 12. Jahrhundert entnommen werden kann, schenkte ein Herr namens Turincwart seinen gesamten Besitz und die „Villa Turincwart“ dem Kloster Fulda. Diese Schenkung erfolgte in der Zeit von 780 bis 820, der Zeitpunkt für Turincwartesrot dürfte vor 800 liegen. Die Ortslage, die im südlichen Teil von Darlingerode vermutet wird, könnte schon zur Zeit der Thüringer angelegt worden sein. Es wird angenommen, dass nach der Schenkung an das Kloster Fulda Turincwartesrot wüst fiel und erst 100 bis 200 Jahre später wieder besiedelt wurde. Neben Landwirtschaft wurde wahrscheinlich bereits in dieser Frühzeit Bergbau betrieben, hiervon künden alte Bergwerksstollen im Sandtal. Auch die Wahl von St. Laurentius, dem Schutzheiligen der Bergleute, als Kirchenpatron eines mutmaßlich im 10. Jh. entstandenen ersten Kirchenbaus spricht hierfür.
Urkundlich erstmals erwähnt wird der Ort als Thuwardingerode in einer Urkunde des Halberstädter Bischofs Burchard II. vom 5. Mai 1086. Im Laufe der Jahrhunderte änderte sich die Lesart des Ortsnamens mehrfach, belegt sind u. a. Turwardingerode, Darwedingerode, Dervelingerode. 1258 übereigneten Otto III. und seine Mutter Adelheid eineinhalb in Darlingerode (Derwerdingerode) gelegene Hufen an das Kloster Himmelpforten (Harz). Eine gleichartige Schenkung machte Ludolf V. von Dassel im Jahr 1263.
Altenrode wurde bereits 1018 schriftlich als Aldenrode erwähnt. Beide Dörfer gehörten später zur Grafschaft Wernigerode, nach dem Aussterben der Wernigeröder Grafen 1429 ging die Herrschaft an die Grafen zu Stolberg.
Die Entwicklung des Ortes war aufgrund der schlechten ökonomischen Bedingungen sehr langsam, Wald musste gerodet und große Feuchtflächen trockengelegt werden. Ödland stellte die Einwohner vor große Probleme. Kleinbauern, Leineweber und Tagelöhner bestimmten das Ortsbild. Die Pest dezimierte die Bevölkerung stark, so blieben 1475 nur drei Haushaltungen übrig.
Während des Dreißigjährigen Krieges lagen ab 1625 mehrfach zuerst kaiserliche Truppen im Dorf, sowohl Wallensteinsche als auch Teile von Tillys ligistischem Heer, später zogen die Schweden durch. Kontributionen und Brandschatzungen ließen die Bevölkerung verarmen; die Dörfler flohen mehrere Male beim Anrücken von Truppen in die nahen Wälder. Die Harzschützen, die sich gegen die plündernde Soldaten zur Wehr setzten, waren in der Nordharzer Gegend sehr aktiv; eine Teilnahme von Darlingerödern ist zwar nicht verbürgt, wohl aber auffällige tage-, wochen- bis monatelange Abwesenheiten einiger Einwohner, so dass Kontakte mit den Harzschützen sehr wahrscheinlich sind.
Seit dem Rezess von 1714 machte sich zunehmend der brandenburgisch-preußische Einfluss der Lehnsherren auf die Grafschaft Wernigerode bemerkbar. Darlingeröder Einwohner wurden ins preußische Heer eingezogen, das Dorf musste während des Siebenjährigen Krieges Schanz- und Fouragedienste leisten. 1807 wurde die Gemeinde dem neugeschaffenen Königreich Westphalen einverleibt und gehörte zum Saaledepartement, Distrikt Blankenburg, Landkanton Wernigerode. Anstelle des Bauernmeisters stand nun ein Maire mit einem Municipalrat, die grundherrlichen Abgaben wurden aufgehoben, der Zunftzwang abgeschafft. Die Freude über die neuen bürgerlichen Freiheiten wurden jedoch bald durch den Unmut über die hohen Kontributionen überschattet. Der Altenröder Maire, der sich diesen zu widersetzen suchte, wurde zu einer Prügelstrafe verurteilt, der Sohn des Darlingeröder Maire entzog sich der Aushebung durch Flucht und nahm später wie mehrere andere Dörfler an den Freiheitskriegen gegen die napoleonische Fremdherrschaft teil. Im Anschluss kam das Dorf wie die Grafschaft wieder an Preußen.
Im 19. Jahrhundert wuchs Darlingerode stürmisch, insbesondere durch den Abbau von Granit und Errichtung von Steinmetzbetrieben änderte sich die soziale Struktur deutlich, auch die Zahl der Forstarbeiter nahm erheblich zu; Altenrode hingegen behielt sein bäuerliches Gepräge. Die Darlingeröder Granitsteinerzeugnisse – Steine zum Haus-, Treppen-, Straßen- und Brückenbau, Pfeiler und Grabsteine – fanden weiten Absatz bis in die Niederlande hinein.
Ein für die damalige Zeit modernes Schulgebäude mit Lehrerwohnung wurde 1911–12 errichtet, bis 1980 wurden die ersten beiden Klassen allerdings getrennt im abgelegenen Altenröder Schulgebäude unterrichtet, das noch aus dem Jahr 1859 stammte. Am 1. April 1936 wurde die Gemeinde Altenrode in die Gemeinde Darlingerode eingemeindet, zusammen zählte die Einwohnerschaft damals 1550 Köpfe. 1986 beging die Gemeinde die 900-Jahr-Feier mit einem historischen Festumzug und weihte eine Heimatstube ein. In den letzten Jahren des 20. Jahrhunderts wuchs die Bevölkerung namentlich durch Errichtung eines Wohngebietes auf der Altenröder Seite. Am 30. Juni 2005 hatte der Ort 2301 Einwohner.
Zu DDR-Zeiten wurde im Ort das Kinder-Ferienlager „Anton Semjonowitsch Makarenko“ errichtet und betrieben.
Zusammen mit Drübeck und dem zwischen beiden Orten gelegenen Ortsteil Oehrenfeld wurde Darlingerode am 1. Juli 2009 in die Stadt Ilsenburg (Harz) eingemeindet. Gleichzeitig wurde die Verwaltungsgemeinschaft Ilsenburg (Harz), der Darlingerode bis dahin angehörte, aufgelöst.
Letzter Bürgermeister der Gemeinde war Dietmar Bahr.

## Politik

### Ortschaftsrat
Darlingerode wird von einem fünfköpfigen Ortschaftsrat vertreten.

## Kultur und Sehenswürdigkeiten
An der L 85 am östlichen Ortseingang von Darlingerode, auf dem Altenröder Friedhof, direkt auf der Wasserscheide zwischen Elbe und Weser, liegt der Steinkreis – eine vorchristliche und frühmittelalterliche Thingstätte. Jedem Stein entspricht der Sitz eines Schöffen, der Sitz des Richters liegt im Westen mit Blick auf den Sonnenaufgang, vor dem keine Gerichtssitzung beginnen durfte. Otto III. soll an dieser Stelle Recht gesprochen haben. Der seit 1832 von Kastanien umsäumte Kreis von Steinen öffnet sich genau nach Osten in Richtung auf den unmittelbar an der Straße liegenden Sachsenstein. Dieser soll der Sage nach auf ein Gefecht am Saßberg bei Veckenstedt zwischen Sachsen und Thüringern verweisen, das im Jahre 479 stattfand; es wird in der in niederdeutscher Sprache verfassten Chronik des Caspar Abel von 1745 erwähnt.
Sehenswert ist auch die bis auf das Mittelalter zurückgehende Darlingeröder Laurentiuskirche sowie die Altenroder Kirche St. Katharinen.
Die Heimatstube befindet sich in einem Ständerbau aus dem frühen 15. Jahrhundert und wurde vom Deutschen Ritterorden gebaut. Er diente bis 1614 der Komturei Langeln als Komturhof (Kontor) und wurde dann nebst Wald an den Grafen zu Stolberg-Wernigerode verkauft. Dieser richtete in einem neuen Neubau eine Försterei ein, welche die 611 Morgen Komturwald bewirtschaftete. Ab 1994 ist in diesem Teil die Heimatstube untergebracht. Sie beinhaltet die Ortsarchäologie, eine Wohnraumlandschaft um die Jahrhundertwende mit Stube, Küche, Schlafzimmer, Spinnstube, Räucherkammer – „rund um das Schlachten“, seltene Feldgeräte aus alter Zeit sowie Außenanlagen u. a. mit rekonstruiertem Backofen. Sämtliche Gebäude wurden von 1990 bis 1993 mit Fördermitteln renoviert.
Auf dem Friedhof befindet sich die Grabstätte einer namentlich bekannten Frau, die während des Zweiten Weltkrieges als sogenannte „Ostarbeiterin“ in den Ort gebracht wurde und hier ein Opfer der Zwangsarbeit wurde.

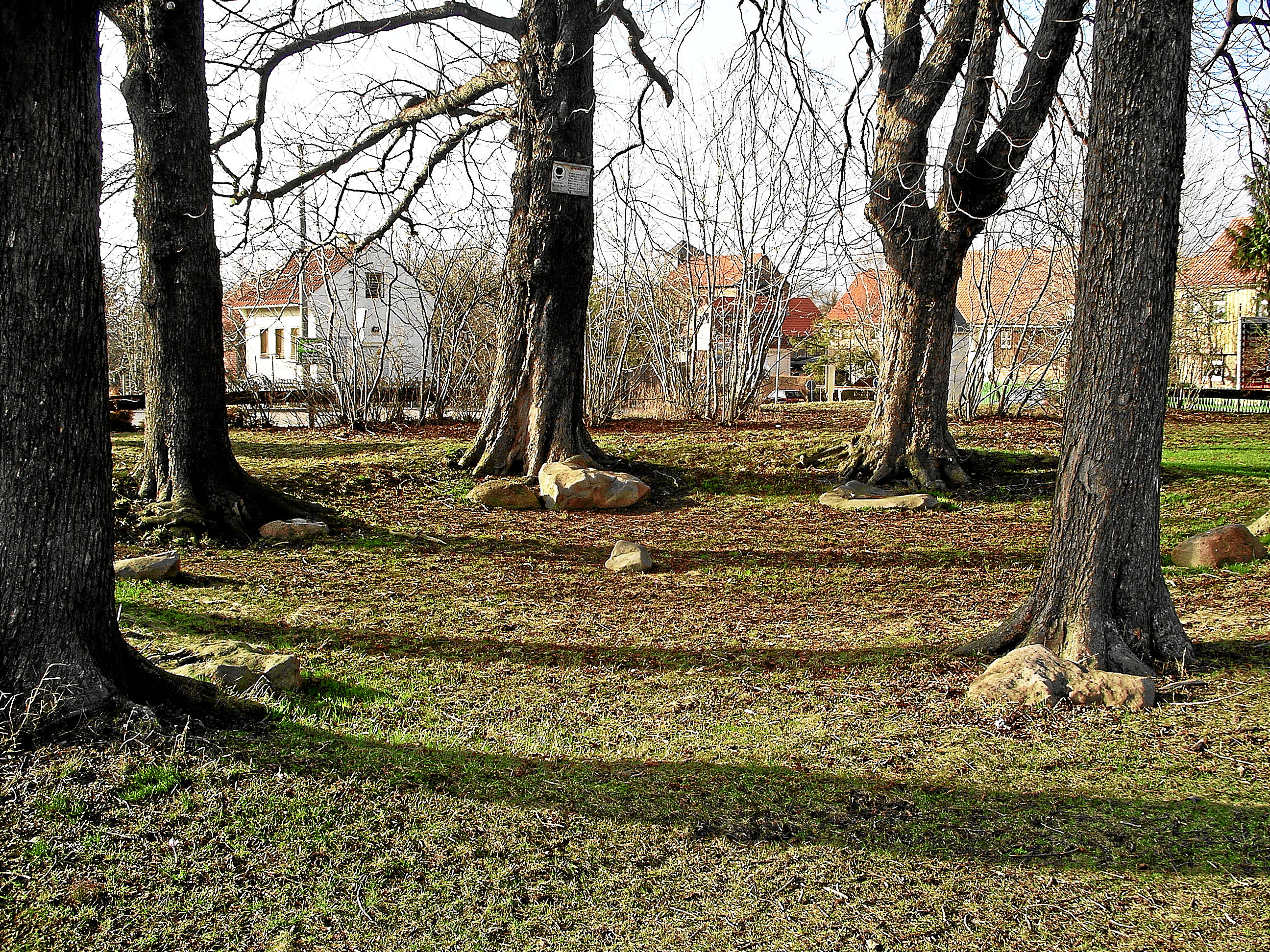
Thingstätte
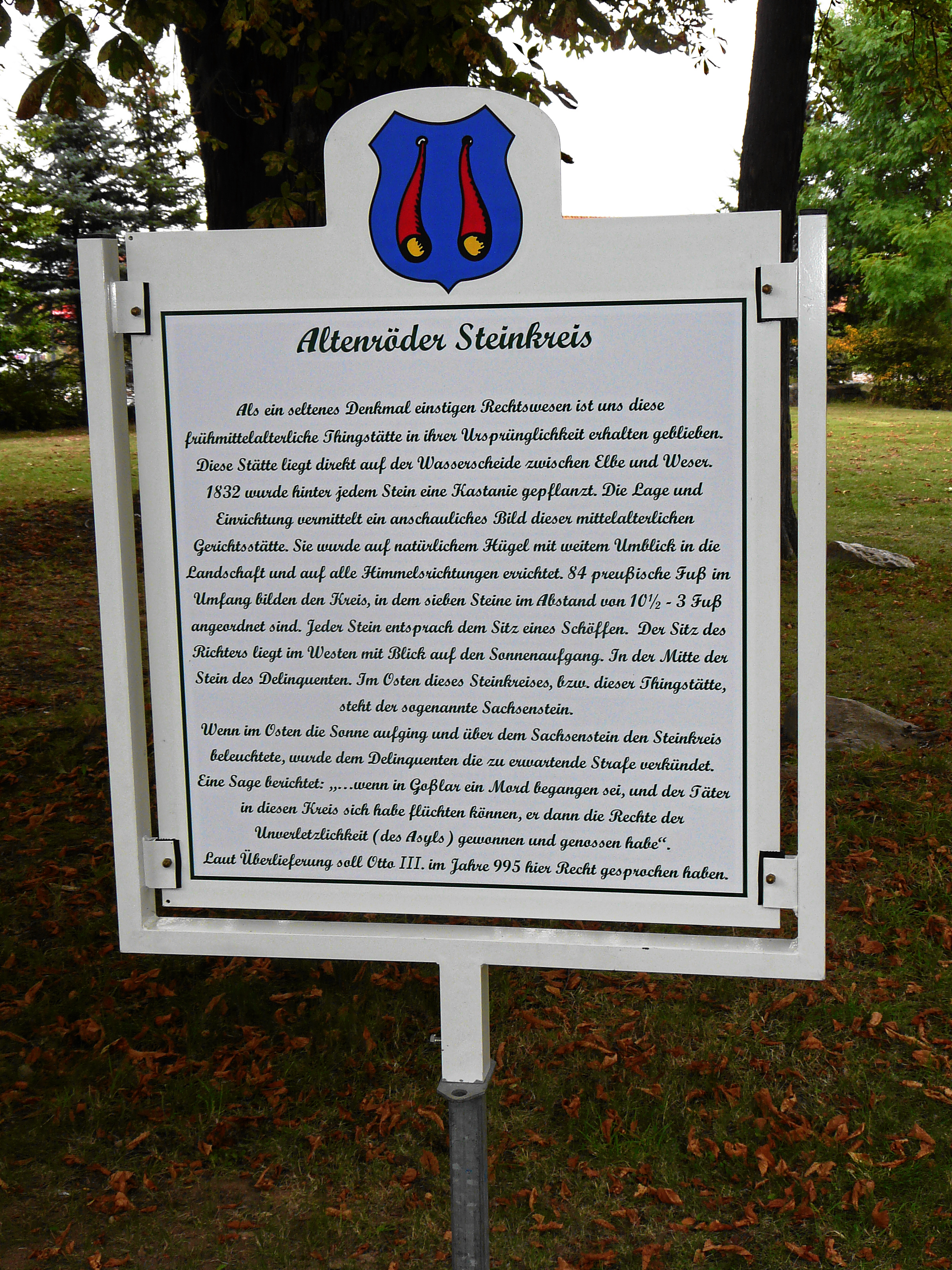
Schautafel
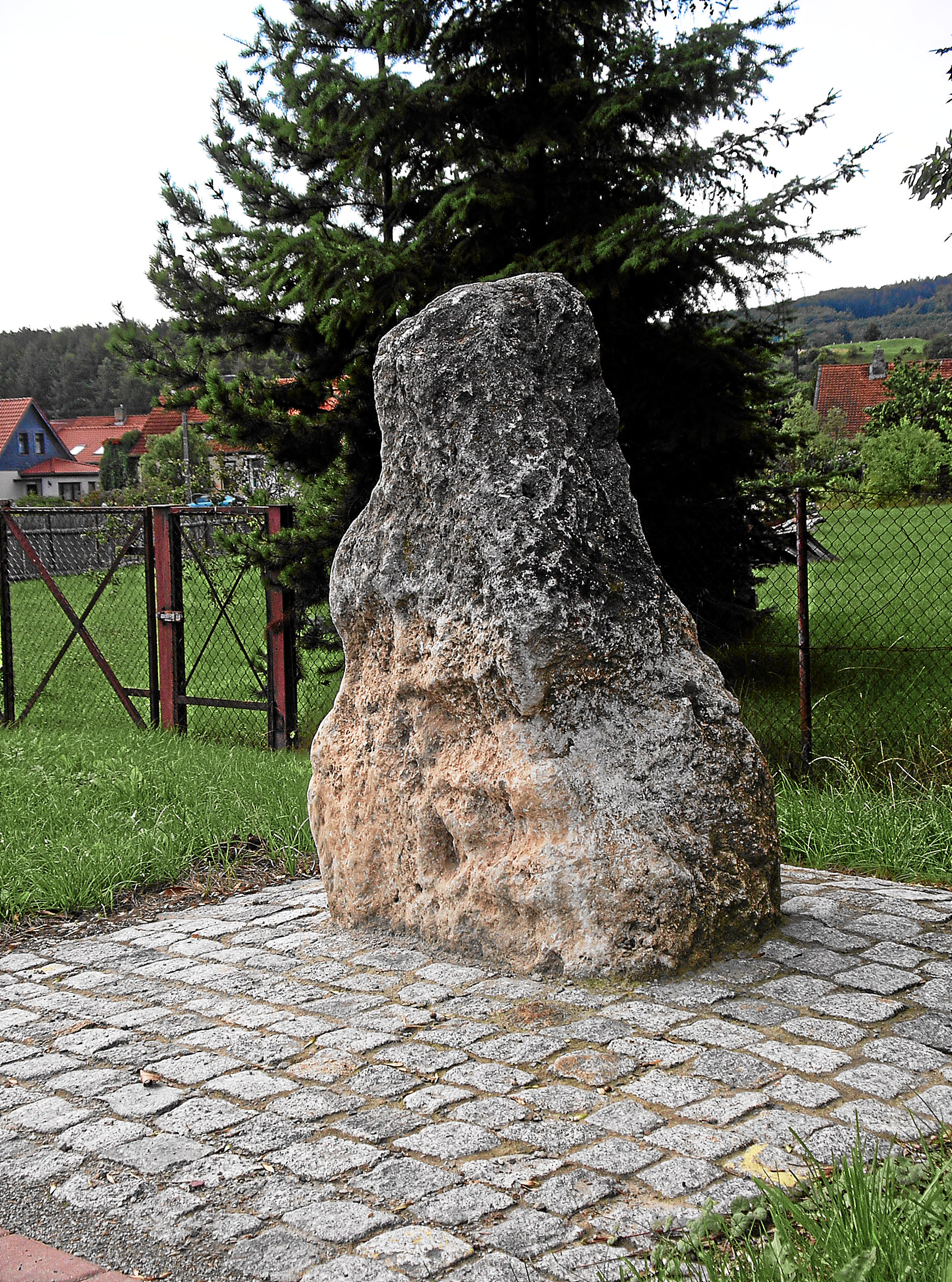
Sachsenstein (Langes Kreuz) an der L 85
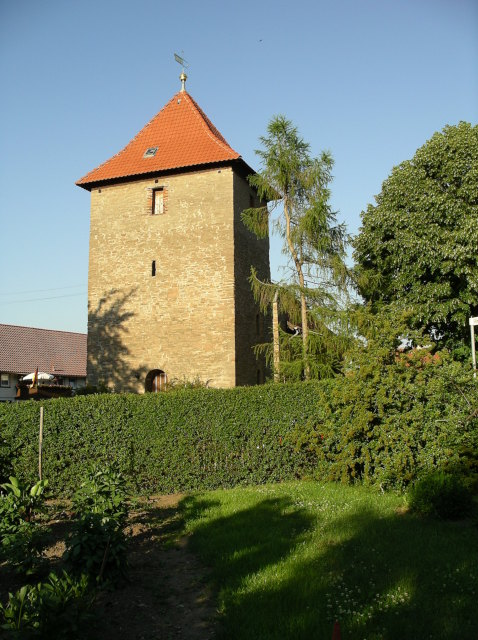
Turm der Laurentiuskirche

## Wirtschaft und Infrastruktur

### Verkehr
Der Haltepunkt Darlingerode liegt an der Bahnstrecke Heudeber-Danstedt–Bad Harzburg. Darlingerode ist zudem durch Buslinien der Harzer Verkehrsbetriebe erreichbar.
Durch den Ort führt der Europaradweg R1.

### Medien
Seit Juli 2000 erscheint vierteljährlich die Zeitschrift Darlingeröder Kurier. Bis zum Jahr 2016 wurde dieser von einem Redaktionsteam der Kulturwerkstatt Darlingerode und seitdem vom Heimatverein Darlingerode herausgegeben.

### Bildung
Im Ort existiert eine Grundschule sowie die Marianne-Buggenhagen-Schule, eine der vier Förderschulen in Sachsen-Anhalt mit dem Förderschwerpunkt körperlich-motorische Entwicklung. Die Kindertagesstätte benutzt zusätzlich zu ihrem Stammgebäude auch die Räume der Freiwilligen Feuerwehr um ausreichend Plätze anbieten zu können.

## Persönlichkeiten
- Ulrich Schulze (* 1947), Fußballspieler und Trainer